# Buritinópolis
Buritinópolis is een gemeente in de Braziliaanse deelstaat Goiás. De gemeente telt 3.573 inwoners (schatting 2009).